# Кармацких, Алексей Алексеевич
Алексей Алексеевич Кармацких (род. 7 января 1942) — советский борец классического стиля, чемпион и призёр чемпионатов СССР, призёр чемпионата Европы, мастер спорта СССР международного класса (1965).

## Биография
Увлёкся борьбой в 1959 году. В 1962 году выполнил норматив мастера спорта СССР. Участвовал в девяти чемпионатах СССР. В 1972 году оставил большой спорт.

## Спортивные результаты
- Чемпионат СССР по классической борьбе 1964 года — ;
- Чемпионат СССР по классической борьбе 1965 года — ;
- Чемпионат СССР по классической борьбе 1966 года — ;
- Чемпионат СССР по классической борьбе 1970 года — ;
- Чемпионат СССР по классической борьбе 1971 года — ;
- Классическая борьба на летней Спартакиаде народов СССР 1971 года — ;
- Чемпионат СССР по классической борьбе 1972 года — ;